# The Rolling Stones 4th European Tour 1965
The Rolling Stones 4th European Tour 1965 es una gira de conciertos musicales realizados por la banda en los países de Alemania y Austria.
Comenzó a realizarse el 11 de septiembre de 1965, y finalizó el 17 de septiembre de 1965.

## Banda
- Mick Jagger voz, armónica
- Keith Richards guitarra, voz
- Brian Jones guitarra
- Bill Wyman bajo
- Charlie Watts batería

## Fechas de la gira
- 11/09/1965  Halle Münsterland, Münster
- 12/09/1965  Grugahalle, Essen
- 13/09/1965  Ernst-Merck-Halle, Hamburgo
- 14/09/1965  Zirkus-Krone-Bau, Múnich
- 15/09/1965  Waldbuehne, Berlín
- 17/09/1965  Stadthalle, Viena

- Datos: Q11704429